# Clemency
Clemency (in lussemburghese: Kënzeg, in tedesco: Küntzig) è un comune soppresso del Lussemburgo sud-occidentale, frazione del comune di Käerjeng. Fa parte del cantone di Capellen, nel distretto di Lussemburgo.
Il 1º gennaio 2012 il comune di Clemency si è fuso con il comune di Bascharage per formare il nuovo comune di Käerjeng.

## Comune soppresso
Oltre al centro abitato di Clemency, faceva parte del comune la località di Fingig.
Nel 2011 il comune di Clemency aveva una popolazione di 2 135 abitanti su una superficie di 19,14 km².

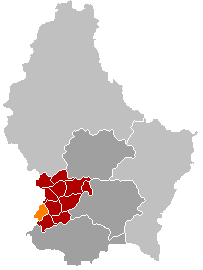
Territorio del comune di Clemency, dal 2012 facente parte del comune di Käerjeng

## Amministrazione

### Gemellaggi
- Gaflenz